# Aín Manzor
Aín Manzor (en árabe: عين منصور‎, en francés: Aïn Mansour) es una localidad marroquí perteneciente al municipio de Beni Gorfet, en la región de Tánger-Tetuán-Alhucemas. Desde 1912 hasta 1956 perteneció a la zona norte del Protectorado español de Marruecos.